# Charlotte-Christine de Brunswick-Wolfenbüttel
Charlotte-Christine Sophie de Brunswick-Lunebourg, née le 28 août 1694 à Wolfenbüttel et morte le 2 novembre 1715 à Saint-Pétersbourg, est une princesse allemande. Fille de Louis-Rodolphe de Brunswick-Wolfenbüttel et de Christine-Louise d'Oettingen-Oettingen, elle est l'épouse du tsarévitch Alexis Petrovitch de Russie.

## Biographie
Charlotte-Christine est élevée à la Cour du roi de Pologne Auguste II dont l'épouse Christiane-Eberhardine de Brandebourg-Bayreuth est de ses parentes éloignées mais aussi sa marraine. Elle y reçoit une bonne éducation. À la fin de 1709, le tsar Pierre Ier envoie son fils Alexis à Dresde pour terminer ses études. Il y rencontre Charlotte-Christine pour la première fois. Elle passe aux yeux du tsar pour un bon parti pour son fils dans la mesure où sa sœur aînée Élisabeth-Christine est mariée à l'empereur germanique Charles VI. Le soutien de l'Autriche dans la lutte à venir contre les Turcs est en effet apprécié par les diplomates russes.
Le 25 octobre 1711 à Torgau, Charlotte-Christine épouse le tsarévitch Alexis. Elle est autorisée à conserver sa foi luthérienne, à condition que leurs futurs enfants soient élevés dans la religion orthodoxe. Ce mariage rompt avec une ancienne tradition de la famille impériale consistant à épouser seulement des femmes de la noblesse russe. Charlotte-Christine est donc le premier membre de la famille impériale russe issu d'une dynastie étrangère depuis Sophie Paléologue en 1472. En 1713, elle reçoit le titre de princesse de Russie et est reçue avec les honneurs dans son nouveau pays.
Charlotte-Christine est bien accueillie par le tsar Pierre le Grand, mais ses relations avec Alexis se dégradent rapidement. Le tsarévitch, opposé à la politique d'occidentalisation de son père, a sombré dans l'alcoolisme. Son épouse, choisie par son père abhorré, ne lui inspire qu'un profond mépris, tant à cause de sa religion luthérienne que de son physique peu engageant. Il frappe fréquemment la jeune femme même quand celle-ci est enceinte. Il s'affiche ouvertement avec sa maîtresse Euphrosine, une servante de son épouse. 
La princesse trouve une consolation dans la naissance d'une fille, Nathalie, et d'un fils, Pierre, futur tsar de Russie. Elle meurt quelques jours après la naissance de son fils, à 21 ans. Ses propres enfants moururent sans descendance.